# 鄧文原
鄧文原（1258年—1328年），字善之，一字匪石，綿州（今四川省綿陽縣）人，著有《編類運使復齊郭公敏行錄》、《巴西集》十卷、《素履斋稿》等作品。工書與趙孟頫齊名。

## 生平
鄧文原年幼時隨其父親鄧漳遷居於錢塘，十五歲便通曉《春秋》。南宋時期曾參加浙西轉運司的考試，在四川的子弟中位居第一。至元二十七年（1290年），江浙行省徵聘鄧文原為杭州路儒學正。元貞年間，鄧文原應聘為皇室寫《大藏經》。大德二年（1298年），鄧文原任崇德州教授。大德五年（1301年），升任應奉翰林文字。大德九年（1305年），升任修撰，鄧文原告假回江南。至大元年（1308年），鄧文原再次任修撰，修纂《成宗實錄》。至大三年（1310年），鄧文原任江浙儒學提舉。
皇慶元年（1312年），鄧文原入朝任國子司業。鄧文原建議改革學校之政。由於當權者守舊所以和鄧文原意見不合，鄧文原便藉病辭職。後來鄧文原出任江浙行省主考官，為避免考生們還有守舊的思想，於是書寫朱熹《貢舉私議》，將其貼於考場門前。

### 斷案如神
延祐四年（1317年），鄧文原升任翰林待制。延祐五年（1318年），鄧文原出任僉江南浙西道肅政廉訪司事。平江有位僧人與該平江府判官理熙有恩怨，僧人賄賂其弟子控告理熙貪贓，理熙被迫認罪，鄧文原巡察時，重新審問得知真相，於是將誣告的人與那位僧人施以杖刑並將理熙釋放。
吳興有位百姓深夜時才回家，巡查的人覺得很可疑便將他綁於亭下，後來那位百姓趁機逃走。追趕途中那位百姓被刺死。事件發生後，死者的哥哥到處詢問殺人犯長什麼模樣，有人說是個高個子，戴白帽穿青衣。於是便向官府投案，官府詢問那晚負責值班的是誰，那晚值班的張福兒便遭逮捕審問，後來被迫認罪，張福兒就這樣被囚禁了三年。鄧文原覺得事有蹊俏，張福兒身高不到六尺，不是高個子；死者的刀傷在右邊的肋骨，張福兒貫用左手，傷口應該會在左邊。一番調查後，逮捕了真兇，於是將張福兒釋放。
桐廬人戴汝惟家遭小偷，官府逮捕了小偷，審理後送往衙門處治。當天晚上戴家房屋被焚毀，戴汝惟下落不明。鄧文原認為必定有甚麼緣故，一番調查後，查出戴汝惟的妻子葉氏與其弟殺害戴汝惟的罪狀，在水塘旁的樹下也發現了戴汝惟的屍體和血斧。當時的人們將鄧文原當作是神。

延祐六年（1319年），鄧文原調任僉江東道肅政廉訪司事。徽州、寧國、廣德每年徵收茶，課鈔原本是三千錠，後來增加到十八萬錠，官府將所有的茶葉都移交，還不到一半，其他的都向百姓勒索。當時轉運司的官吏任用鄉里奸狡的人，動不動就誣告百姓犯法，轉運司又對當地相當專制，五品以下的官員都能施以杖刑。鄧文原奏請廢除榷茶都轉運司，建議由州縣徵收。但建言沒有呈送到朝廷。
徽州百姓謝蘭家姓汪的家僮被人殺害，謝蘭的侄子謝回收買汪氏一族，誣告家僮是被謝蘭所殺，謝蘭被迫認罪。鄧文原複審後，查明了真相，因此謝蘭被釋放，改判謝回的罪。

### 晚年
至治二年（1322年），鄧文原入朝任集賢直學士。由於發生地震，朝廷詔令大臣們擬定弭災的辦法。鄧文原奏請盡快判決待審的囚犯；建議在河北設置倉廩，存糧以賑飢荒。再次請求廢除榷茶轉運司，但這條仍未呈報上去。同年書《黃庭堅松風閣詩卷跋》。
至治三年（1323年），鄧文原兼任國子監祭酒。江浙省臣趙簡奏請開經筵。泰定元年（1324年），特命鄧文原與半章政事張圭、翰林學士吳澄同為經筵官，以《帝範》、《資治通鑒》、《大學衍義》、《貞觀政要》等書進講，鄧文原後來因病請辭返家。泰定二年（1325年），入朝拜翰林侍講學士、中奉大夫、知制誥同修國史，後又以生病辭職。泰定三年（1326年），鄧文原任嶺北湖南道肅政廉訪使，但因生病而沒有赴任。泰定四年（1327年），作行書跋褚遂良《倪寬贊》。天曆元年（1328年），鄧文原去世，享壽七十一歲。
《元史》載至順四年（1333年），朝廷追贈鄧文原為江浙行省參知政事，諡文肅。《新元史》則是至正九年（1349年），鄧文原的弟子集賢院大學士馮思溫上奏說鄧文原經筵舊臣，應該要加以恩禮。於是贈中奉大夫、江浙行省參知政事、護軍，追封南陽郡公，謚文肅。原本太常議論應該謚壯康，因馮思溫之請，改謚文肅。

## 軼事
鄧文原齋居之室名為素履人，所以人們稱他為素履先生。
鄧文原年輕時就與趙孟頫為好友，被趙孟頫稱為自己的“畏友”。
鄧文原對自己人嚴厲對外則寬恕，家貧而廉潔。早年客居京師時，有一書生病得很嚴重，他從袋子拿出一金，託付鄧文原將這金子交給他的家人。後來書生去世了，同房的另一位書生偷走了金子，於是鄧文原另外買了金子給死者家屬，這件事鄧文原終身都沒跟任何人談起。
安南入貢時，使者以黃金、丹砂、象齒為禮物拜會鄧文原，鄧文原退還不接受。其人說東西是正當清白的阿。鄧文原回答東西是清白的沒錯，但接受的話，那就已經被污染了。

## 書法
陶宗儀《書史會要》說鄧文原學習正、行、草書，早年效法二王（王羲之與王獻之），後來學李北海。大德年間所書《急就章》，袁華跋曰：「觀其運筆，若神蝠出海，飛翔自如。」晚年鄧文原隨著官位的高漲，書學益廢，所以成就不如趙孟頫、鮮于樞。鄧文原的書法以擅長章草書而聞名，傳世作品有《臨急就章卷》、《黃庭堅松風閣詩卷跋》、《瞻近漢時二帖跋》、《芳草帖》等。

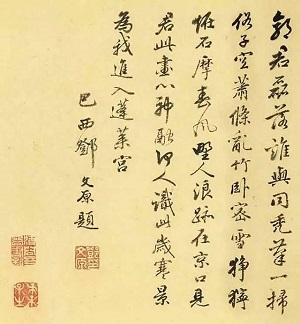
鄧文原跋郭畀《雪竹圖卷》，縱31.8cm，現藏臺北國立故宮博物院
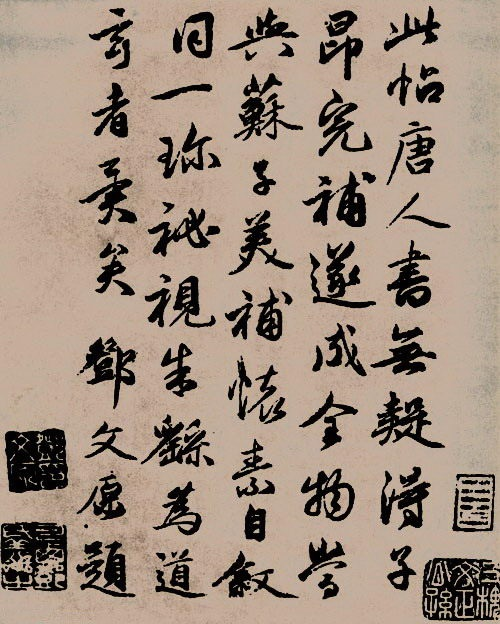
鄧文原《瞻近漢時二帖跋》，縱27.4cm，橫36.3cm，現藏臺北國立故宮博物院
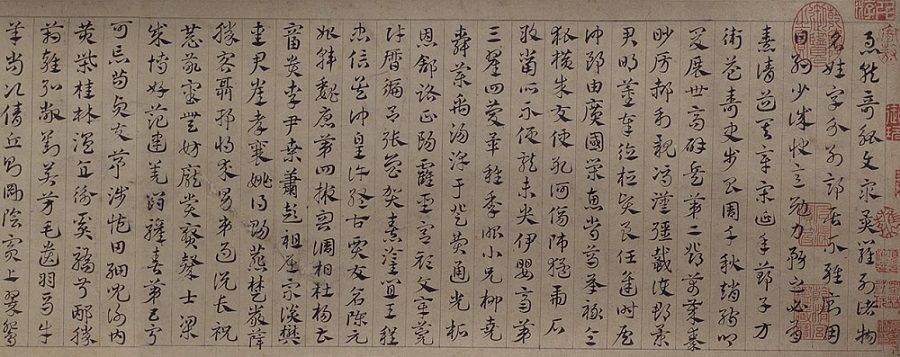
鄧文原《鄧文原章草書急就章卷》局部，縱23.3cm，橫368.7cm，現藏北京故宮博物院

## 詩詞
鄧文原作有《題丁氏松澗圖》、《武陵勝集得入字》、《陪高彥敬游南山》等詩。

## 學生
- 王士熙，字繼學，元朝書法家、作曲家。[14]
- 班惟志，字彥功，號恕齋，元朝書法家，詞林英傑之一。[4]
- 馮思溫，元朝御史中丞、集賢院大學士。[3]

## 評價
- 黃溍：工於筆札，與趙魏公齊名。[8]
- 虞集：「大德、延祐間稱善書者，必歸巴西、漁陽、吳興。謂鄧文原、鮮于樞與趙榮祿也。然鄧書太枯，鮮於太俗，豈能子昂萬一也。魏晉以來，未嘗不通六書之義。吳興公書冠天下，以其深究六書也。」[15]
- 張雨：「素履齋書此，早年大合作，中歲以往，爵位日高，而書學益廢，與之交筆研者，始以餘言為不妄。殆暮年章草，如隔世矣，信為學不可止如此。」[16][17]
- 任士林：善之渾厚以和，沈潛以潤，如清球在懸，明珠在乘。[14]
- 王世貞：鄧文肅、班彦功、饒介之皆元人名書家，翩翩可喜也。[18]
- 《四庫全書總目提要》：文原學有本原，所作皆溫醇典雅。當大德、延佑之世，獨以詞林耆舊主持風氣。袁桷、貢奎左右之，操觚之士響附景從。元之文章，於是時為極盛，文原實有獨導之功。[19]
- 袁華評《鄧文肅公臨急就章》：此卷巴西鄧文肅公所臨，公在元時獨以文章名世，而又以能書名世，號稱三大家，公與焉。觀公運筆用意甚合古人之妙，此卷實希世之寶也。[20]

## 外部連結
- 中國哲學書電子化計劃《新元史·鄧文原傳》 （页面存档备份，存于）
- 中國哲學書電子化計劃《趙氏鐵網珊瑚》 （页面存档备份，存于）
- 中國哲學書電子化計劃《全元散曲》 （页面存档备份，存于）

## 延伸阅读
[在维基数据编辑]
 《元史/卷172》，出自宋濂《元史》
 《新元史/卷206》，出自柯劭忞《新元史》
 在维基共享资源阅览影像